# جمعية طب الرعاية المركزة
جمعية طب الرعاية المركزة (اختصارًا SCCM) هي منظمة طبية غير ربحية تنشط في ممارسة الرعاية المركزة. تأسست الجمعية في عام 1970 وهي عبارة عن جمعية علمية دولية مستقلة، مقرها الولايات المتحدة. أعضاؤها هم من الممارسين الصحيين متعددي المهن الذين يقدمون الرعاية للمرضى المصابين بأمراض خطيرة والمصابين، وتُعد الجمعية المنظمة الوحيدة التي تمثل جميع المكونات المهنية لفريق الرعاية المركزة. تدعم الجمعية البحث والتعليم، وتدافع عن القضايا المتعلقة بالرعاية المركزة.

## تاريخ
تأسست اللجنة العلمية للمؤتمر في عام 1970 في اجتماع ضم 29 طبيبًا في لوس أنجلوس، كاليفورنيا. كان الدكتور ماكس هاري ويل، الذي يُنسب إليه غالبًا تأسيس تخصص طب الرعاية المركزة، أول رئيس للجمعية.
في عام 1972، أصبح بيتر سافار الرئيس الثاني لجمعية طب الرعاية المركزة. يعود الفضل إلى سافار في ابتكار تقنية الإنعاش القلبي الرئوي.

## المنشورات
لدى الجمعية ثلاث مجلات رسمية وهي طب العناية المركزة، وطب العناية المركزة للأطفال (PCCM)، واستكشافات العناية المركزة.
تنتج جمعية طب الرعاية المركزة بودكاستًا لأطباء الرعاية المركزة.
شاركت الجمعية في تطوير المبادئ التوجيهية والسياسات مع:
- المجلة الكندية للتخدير[4]
- الأكاديمية الأمريكية لطب الأطفال[5]
- مركز تبادل المبادئ التوجيهية الوطنية – وكالة أبحاث الرعاية الصحية والجودة
- إدارة الموارد والخدمات الصحية : تقرير إلى الكونجرس